# Valentin Gavrilov
Valentin Gavrilov (* 16. August 1978 in Vilnius) ist ein litauischer  sozialdemokratischer Politiker, Vizeminister und derzeit stellvertretender Gesundheitsminister.

## Leben
Nach dem Abitur an der Mittelschule absolvierte er von 1996 bis 2001 das Diplomstudium der Rechtswissenschaft als Diplom-Jurist an der Fakultät für Rechtswissenschaften und von 2004 bis 2006 das Masterstudium Europawirtschaftsstudien an der Vilniaus universitetas. Von 2000 bis 2001 arbeitete er als Jurist im Unternehmen UAB „BALT RISK“ und von 2001 bis 2003 im Unternehmen AB „Vilniaus degtinė“. Von 2003 bis 2005 leitete er die Rechtsabteilung bei AB „Vilniaus degtinė“. Von 2005 bis 2006 arbeitete er als Oberspezialist und von 2006 bis 2007 als Leiter der Rechtsabteilung bei Konkurencijos taryba. Von 2007 bis 2014 war er stellvertretender Direktor im Unternehmen UAB „Remiva“ und von  2007 bis 2014 leitete er die Rechtsabteilung bei AB „Vilniaus degtinė“. Seit dem 8. Dezember 2014 ist er stellvertretender Gesundheitsminister Litauens im Kabinett Butkevičius (16. Regierung), Stellvertreter der Ministerin Šalaševičiūtė.
Gavrilov ist  Mitglied der LSDP, Vorstandsmitglied der Gemeinschaft im Amtsbezirk Justiniškės und Ratsmitglied des Gemeinschaftszentrums Jeruzalė.
Gavrilov ist verheiratet mit Oksana Gavrilova und hat eine Tochter und einen Sohn.
Gavrilov ist gebürtiger Russe und spricht Russisch, Litauisch und Englisch.